# Connector social
Un connector social (en anglès plugin, de plug-in: "endollar"), també conegut com a extensió social, és una mena de Connector (aplicació informàtica) que interactua amb una altra per a aportar-li una funció o utilitat addicional, generalment molt específica, fent funcionar així un dispositiu en un altre programa. Permeten que adreces web de tercers puguin oferir contingut personalitzat a través de l'aprofitament de la graf social, a més permetent compartir sense problemes certa informació a més d'interactuar amb els cercles socials.

## Prestacions
Pot ser que un plugin social no es mostri correctament quan:
- El servidor no sigui accessible a una xarxa social.
- El servidor accedeixi mitjançant una adreça IP o localhost.
- El servidor accedeixi a través d'un port que no sigui 80.

Aquests fets poden experimentar el tall o la pèrdua de funcionalitat en aquests escenaris.
- Si s'instal·len massa plugins, es pot alentir el temps de càrrega del blog al qual se li apliquin, fins a arribar a saturar-lo visualment, sent molest per l'usuari.

## Aplicacions

### Blogs
Un dels motius de la inutilitat de plugins dins d'un blog desencadena la pèrdua del rendiment d'aquest. És important que només s'utilitzin aquells que puguin ajudar a assolir els objectius que s'esperen del blog, ja sigui millorant el posicionament com a professional o creant una comunitat entorn d'un tema.
Perquè els continguts arribin a més persones, s'han de moure a través de les xarxes socials. Existeixen alguns plugins que permeten aquesta extensió de continguts perquè siguin llegits dins les xarxes socials més conegudes.

#### Exemples
- Digg Digg: Permet inserir botons socials en qualsevol pàgina o post d'un blog, a més d'incloure la barra flotant, que accedeix als continguts compartits pels usuaris.
- Social: Nia tots els comentaris del post amb els comentaris de Facebook relacionats, els tweets que s'han produït i els pingbacks cap al teu post. Així, els usuaris poden veure tota la difusió que ha generat el post i seguir les opinions que desperta.
- Tweetily/Tweet old posts: Els posts publicats es tuitegen automàticament, a més d'allargar la vida útil dels posts que fa temps que varen ser publicats i que encara poden ser d'interès.
- W3 Total Cache: Optimitza el rendiment i fa que les pàgines es carreguin molt més ràpid.

### Xarxes socials
Mentre que els plugins socials apareixen en altres llocs web, la informació que apareix en ells procedeix directament de les xarxes socials a les quals estan adreçades.

#### Exemples
- Like Button for the web: És la manera més ràpida de compartir continguts, ja que només amb fer un clic al botó “m’agrada”, es compartirà el contingut de la web dins la xarxa social utilitzada.
- Share Button: Botó que comparteix contingut dins la xarxa social permetent incloure missatges personalitzats als links abans de ser compartits.
- Comentaris: Permet comentar contingut dins el teu espai social, mostrant aquesta activitat als usuaris comuns dins la zona timeline.
- Send Button: Deixa enviar continguts privats a una o més persones dins d'un missatge, ja sigui dins la mateixa xarxa social, un correu o un grup determinat de persones.
- Follow Button: Permet als usuaris subscriure’s a actualitzacions públiques d'altres usuaris.

## Privacitat i preservació de plugins socials
Els serveis de les xarxes socials són capaços de fer un seguiment d'una part creixent de l'activitat de navegació dels seus usuaris, cosa que planteja preocupacions amb relació a la privacitat, desencadenant al disseny del safebutton, inserit a Firefox.
Per personalitzar el contingut de les pàgines a les que s'adrecen, els plugins socials es connecten a la SNS[4] i transmeten un usuari únic identificador, normalment continguda en un Cookie HTTP, juntament amb l'URL de la pàgina visitada. En conseqüència, el SNS rep informació detallada sobre cada visita dels seus membres a qualsevol pàgina amb plugins socials integrats.
Les implicacions importants dels plugins socials dins la privacitat de l'usuari es van identificar poc després del seu alliberament [5, 6], i les preocupacions s'han intensificat [5, 7].
Se sosté que qualsevol solució sobre problemes de privacitat només pot ser eficaç si es pot implementar per si mateix pel SNS, per tal de protegir a tots els usuaris sense necessitat de cap acció de la seva part. El seu disseny es fonamenta per a plugins de privacitat i preservació, complint dos objectius aparentment contradictoris: protegeix la privadesa dels usuaris per evitar la transmissió de la informació d'identificació d'usuari en temps de càrrega, mentre que ofereix una funcionalitat idèntica a plugins socials existents proporcionant la mateixa personalitzat contingut.

### Disseny
El disseny d'aquests són impulsats per dos requisits fonamentals:
El primer requisit és necessari per garantir que els usuaris rebin l'experiència completa de plugins socials, ja que actualment ofereix el major SNS.
El segon requisit és obligatori per prevenir les SNSs de rebre la informació d'identificació d'usuari cada vegada que els usuaris només veuen una pàgina, sense necessitat d'interactuar amb un plugin social.

### Plantejament general
Plugins socials es presenten a l'usuari amb dos tipus diferents de continguts: informació privada, i la informació pública. La idea principal és mantenir una còpia local de tota la informació privada i consultar el servei de xarxa social només per a la informació pública que es pot sol·licitar de forma anònima .
El nostre segon requisit és que totes les comunicacions d'un social plugin privacitat de preservació amb el SNS per a la càrrega del seu contingut no inclou cap informació d'identificació d'usuari.
Tot el procés és coordinat per l'agent del plugin social, encarregat de tres tasques principals: i) durant la primera execució, reuneix totes les dades privades que caldrien a través del perfil de l'usuari i cercle social, i les guarda en un magatzem de dades locals,i ii) periòdicament, sincronitza el magatzem de dades amb la informació disponible en línia mitjançant l'addició o eliminació de les entrades noves o rancis.

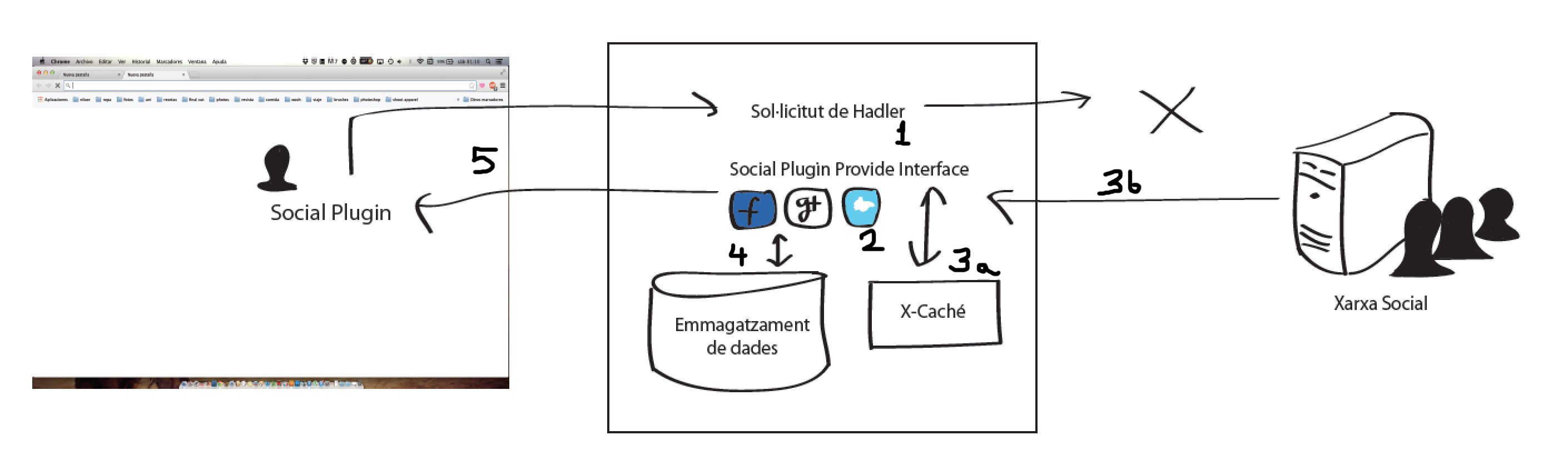

### Aplicació
Per explorar la viabilitat d'aquest mètode que tenim implementat amb el nom de SafeButton, un add-on per Firefox. SafeButton està escrit en JavaScript i XUL [8], i es basa en les interfícies XPCOM de guineu Foc- per interactuar amb les parts internes del navegador.
Descripció detallada del funcionament:
- Handler sol·licitat: La principal tasca és interceptar les peticions HTTP d'un plugin social en temps de càrrega, i lliurar l'esdeveniment a una crida de tornada com a funció de controlador. Les sol·licituds són interceptades fent servir un conjunt de filtres basats en signatures que capten l'URL de destinació de cada plugin.
- Proveïdor plugin social interfície: El proveïdor del plugin social serveix com una abstracció entre el controlador de sol·licituds i diferents mòduls de proveïdor que donar suport als plugins socials oferts pels diferents serveis de treball en xarxa socials.
- DataStore: El magatzem de dades manté localment totes les dades socials privades que podrien ser necessàries per a la prestació de versiones personalitzades de qualsevol dels plugins socials suportats.
- X-caché: Sosté sovint informació pública i meta-informació, com el nombre total de "m'agrada" d'una pàgina o la correspondència entre URL i objectes de la pàgina en el gràfic de Facebook.